# De nieuwe flat
De nieuwe flat is een hoorspel van William Trevor. The Penthouse Apartment dateert van 1968. Aad Veth vertaalde het en de KRO zond het uit op vrijdag 27 augustus 1971 (met een herhaling op dinsdag 18 juli 1972). De regisseur was Harry de Garde. Het hoorspel duurde 41 minuten.

## Rolbezetting
- Bert Dijkstra (Runca)
- Fé Sciarone (mevrouw Runca)
- Eva Janssen (mevrouw Horder)
- Paula Majoor (Bianca, dienstmeisje)
- Jan Borkus (Morgan, huismeester)
- Willy Brill (juffrouw Winton)
- Frans Vasen (fotograaf)
- Jan Wegter (assistent van de fotograaf)
- Frans Somers (een telefoonstem)

## Inhoud
Dat haar hondje Puffin ‘s nachts rustverstorend zou blaffen, wil Miss Winton, een oude juffrouw met de moed der overtuiging, niet geloven. Bij haar pogingen om Puffin te rehabiliteren, krijgt ze te maken met de conciërge Morgan, een mens die zijn minderwaardigheidscomplex agressief afreageert en die vooral de deftige mensen in het dure penthouse-appartement hartsgrondig haat. Miss Winton gelooft, dat de mensen met een beetje inspanning zonder haat met elkaar kunnen leven en nu probeert ze, Morgan van haar gelijk te overtuigen. Ze geraakt daarbij echter steeds dieper in een tragikomische situatie…